# Aktiver Galaxienkern

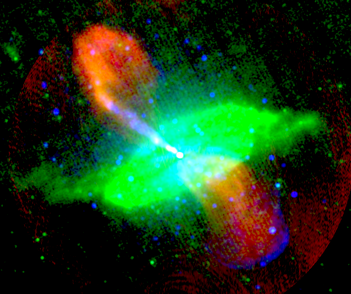
Falschfarbenbild der nahen Radiogalaxie Centaurus A: Radiostrahlung rot, Infrarot grün, Röntgenstrahlung blau. Der doppelte Jet, den der aktive Kern der Galaxie aussendet, ist deutlich sichtbar.

Ein aktiver Galaxienkern, auch aktiver galaktischer Kern oder AGN (von englisch active galactic nucleus), ist die Zentralregion einer Galaxie, die ungewöhnlich große Mengen an Strahlung nichtstellaren Ursprungs aussendet.
Eine solche aktive Kernregion ist astronomisch gesehen sehr klein: Sie besitzt ungefähr die Größe unseres Sonnensystems und erscheint daher auf Aufnahmen punktförmig – ähnlich wie Sterne. Aus heutiger Sicht ist die Akkretion von Materie durch ein supermassereiches Schwarzes Loch im Zentrum der betreffenden Galaxie für die Energiefreisetzung verantwortlich.
Das AGN-Standardmodell vereinheitlicht eine Reihe astronomischer Objekte, die unabhängig voneinander entdeckt worden sind und daher unterschiedliche Bezeichnungen tragen, insbesondere Radiogalaxien, Seyfertgalaxien, Quasare, BL-Lacertae-Objekte, Blazare und LINER.
Da aktive Galaxienkerne zu den leuchtkräftigsten Objekten im Universum gehören, sind sie trotz ihrer großen Entfernungen gut zu erkennen. Damit spielen aktive Galaxienkerne in der Astronomie eine wichtige Rolle als Beobachtungswerkzeuge, etwa zum Nachweis intergalaktischen Wasserstoffs durch Absorptionslinien, als ferne Lichtquelle bei Gravitationslinsen oder als so gut wie unveränderliche Bezugspunkte für Astrometrie oder Geodäsie.
Mit abnehmender Helligkeit des Kerns beginnt das Licht der umgebenden Galaxie zu dominieren, sodass die Kernaktivität irgendwann nicht mehr nachweisbar ist. Der Übergang zu Galaxien ohne aktiven Kern ist fließend und hängt von den technischen Beobachtungsmöglichkeiten ab. Ein gutes Beispiel ist unsere Heimatgalaxie, die Milchstraße. Allgemein nicht als aktiver Galaxienkern klassifiziert, lassen sich rund um das zentrale Schwarze Loch dennoch gelegentliche Röntgen- und Infrarotflares nachweisen.

## Entdeckungsgeschichte

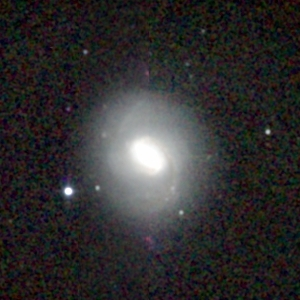
NGC 1068, aufgenommen im Rahmen der 2MASS-Durchmusterung

Die ersten Objekte, die heutige Astronomen zu den aktiven galaktischen Kernen zählen, wurden bereits zu Beginn des 20. Jahrhunderts entdeckt. Im Jahre 1909 veröffentlichte Edward Fath (1880–1959) vom Lick-Observatorium seine Beobachtungen der Spektrallinien ferner Spiralgalaxien. Überraschenderweise enthielt das Spektrum des Spiralnebels NGC 1068 nicht nur Absorptionslinien, wie sie zu erwarten waren, wenn die Strahlung der Galaxie weitgehend auf das Licht ihrer Sterne zurückginge, sondern auch Emissionslinien, die charakteristisch für Gas (planetarischer Nebel) sind, das z. B. durch hochenergetische Strahlung oder Schockwellen ionisiert wird.
Die ersten systematischen Studien von Galaxienkernen, deren Spektrum Emissionslinien aufweist, gehen auf Carl Seyfert zurück, der in den 1940er Jahren nachwies, dass sich diese Linien systematisch von den Emissionslinien etwa von HII-Regionen unterscheiden. Systematische spektroskopische Untersuchungen zeigten, dass es zwei Klassen solcher Galaxien gibt: heute als Seyfert 1 bezeichnete Exemplare mit schmalen und verbreiterten Emissionslinien sowie Seyfert-2-Galaxien, bei denen nur die schmalen Emissionslinien sichtbar sind.

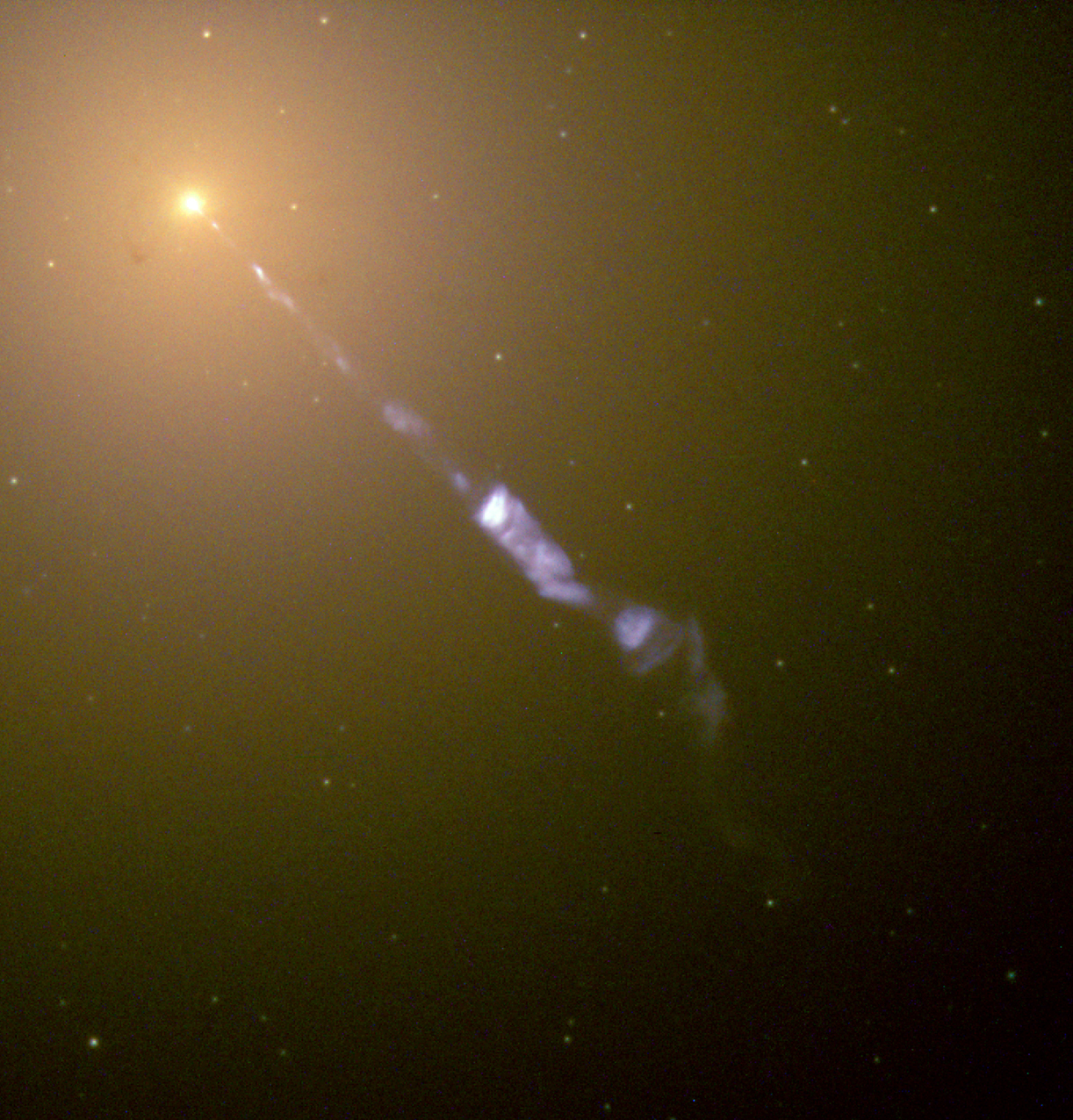
Bild der aktiven Galaxie M 87, aufgenommen mit dem Hubble-Weltraumteleskop. Der rund 5000 Lichtjahre lange Jet ist deutlich zu sehen.

Unabhängig von den Emissionslinien-Beobachtungen führte der Beginn der Radioastronomie nach Ende des Zweiten Weltkriegs ab den 1950er Jahren zu weiteren Entdeckungen. Nachdem zu neu entdeckten starken Radioquellen wie Cygnus A und Virgo A optische Gegenstücke identifiziert worden waren, zeigte sich, dass es sich auch hier um extragalaktische Objekte handelte, und zwar solche mit gewaltigen Strahlungsleistungen in der Größenordnung von 1035 bis 1038 Watt.
Extreme Interpretationen der Beobachtungsergebnisse ergaben sich Anfang der 1960er Jahre für die Quasare, beginnend mit der Bestimmung der Rotverschiebung von 3C 273 durch Maarten Schmidt und Kollegen. Die optischen Gegenstücke der Quasare erschienen sternartig (das heißt, sie waren bei der gegebenen Auflösung nicht von einer Punktquelle zu unterscheiden). Ihre große Rotverschiebung legte allerdings nahe, dass es sich um extragalaktische Quellen handelte. Mit dem Beginn der Röntgenastronomie Anfang der 1960er Jahre zeigte sich, dass einige der prominentesten aktiven Galaxienkerne auch als helle Röntgenquellen in Erscheinung traten.
Der aus Helligkeit und Entfernungsschätzungen erschlossene gewaltige Energieausstoß der aktiven Objekte – zunächst der Radiogalaxien, dann ganz besonders der Quasare – führte bereits Mitte der 1960er Jahre zu der Vermutung (Fred Hoyle und William Alfred Fowler, Jakow Borissowitsch Seldowitsch, Edwin Salpeter), dass dort eine der effektivsten Formen der Energieumwandlung zum Zuge kommt: die Freisetzung von Gravitationsenergie bei der Akkretion von Materie auf kompakte Objekte. Als wahrscheinlichste Kandidaten für die benötigten kompakten Zentralobjekte kristallisierten sich Schwarze Löcher heraus (Seldowitsch, Salpeter, Donald Lynden-Bell).
Parallel dazu sammelten sich die Hinweise auf Verbindungen zwischen den verschiedenen Klassen aktiver Objekte. Ab Anfang der 1980er Jahre gelang es, rund um Quasare Spuren der sie umgebenden Galaxien nachzuweisen. Mitte der 1980er Jahre fanden Antonucci und Miller, dass die Seyfert-2-Galaxie NGC 1068 bei Beobachtungen der polarisierten Anteile des Lichts ähnliche verbreiterte Emissionslinien aufweist wie eine Seyfert-1-Galaxie. Dies weist darauf hin, dass die schnell bewegten Gaskomponenten auch im Falle von Seyfert-2-Galaxien vorhanden, aber hinter absorbierenden Wolken verborgen sind; bei direkten Beobachtungen wird das abgedämpfte Licht der breiten Linien bei weitem überstrahlt; bei der Einschränkung auf polarisiertes Licht sind die Beiträge des an Elektronen reflektierten (und auf diese Weise polarisierten) Lichts der breiten Linien nachweisbar.
Aus diesen und weiteren Beobachtungen entwickelte sich in den späten 1980er und frühen 1990er Jahren ein vereinheitlichtes Modell der aktiven Galaxienkerne, das all die erwähnten Objekte – Seyfert-Galaxien, Quasare, Blazare, Radiogalaxien – als unterschiedliche Erscheinungsformen ein und derselben Sorte von System auffasst: eines supermassereichen Schwarzen Lochs, umgeben von einer Akkretionsscheibe und weiterem Material, das zum Teil abschirmend wirkt, zum Teil zum eigenen Leuchten angeregt wird.
Zusätzlich zu Beobachtungen einzelner Objekte spielten bei der Erforschung der aktiven Galaxienkerne zunehmend systematische Durchmusterungen eine Rolle, die statistische Untersuchungen an größeren Stichproben zuließen. Dazu gehörten der Hamburg-ESO Quasar Survey, in jüngerer Zeit der 2df QSO Redshift Survey und der Sloan Digital Sky Survey.

## Standardmodell
Das heutige Standardmodell aktiver Galaxienkerne postuliert für diese Objekte eine einheitliche Struktur: Im Inneren befindet sich ein supermassives Schwarzes Loch mit rund 100 Millionen Sonnenmassen, dessen Schwarzschildradius ca. 2 Astronomische Einheiten (rund 16 Lichtminuten) beträgt. Quelle der Energie, die AGNs abstrahlen, ist die freigesetzte Bindungsenergie, die beim Einfall von Materie auf die Akkretionsscheibe entsteht. Im Abstand zwischen 10 und 100 Lichttagen von der Scheibe befindet sich Materie, die schnell um das Schwarze Loch kreist und durch die aus der freigesetzten Bindungsenergie resultierende intensive Wärmestrahlung der Akkretionsscheibe zum Leuchten angeregt wird. Aus dieser sogenannten broad line region stammt die Strahlung der stark verbreiterten Emissionslinien.
Die Akkretionsscheibe ist außerdem verantwortlich für das Entstehen eines eng gebündelten Jets schneller Teilchen, der senkrecht zur Scheibenebene in zwei entgegengesetzte Richtungen in den Raum hinaus reicht und Längen im Bereich von Tausenden oder sogar Millionen Lichtjahren erreichen kann. Seinen Ausgang nimmt der Jet in einer im Vergleich dazu winzigen, nur rund einen Lichttag großen, zentralen Region (radio core) rund um die Akkretionsscheibe.
Im Abstand von einigen bis einigen Dutzend Lichtjahren vom Zentrum ist der innere Teil des Systems von einem ausgefransten dicken Staubring umgeben: dem Staubtorus. Dieser ist genauso ausgerichtet wie die Akkretionsscheibe selbst. Das energiereiche UV-Licht der Akkretionsscheibe wird von diesem Staubtorus abgeschirmt. Oberhalb und unterhalb der Torusöffnung finden sich dagegen bis zum Abstand von einigen hundert Lichtjahren Regionen, in denen das dort vorhandene Gas ionisiert und so zum Leuchten angeregt wird. Diese narrow line region ist die Quelle der schmalen Emissionslinien aktiver Galaxienkerne.
Das gesamte System ist eingebettet in die Zentralregion, den sogenannten Bulge einer Galaxie, eine kugelförmige Sternverteilung mit einem typischen Radius von rund 15.000 Lichtjahren.

### Die unterschiedlichen Erscheinungsbilder aktiver Galaxien
Aus der Struktur des Standardmodells ergeben sich unterschiedliche Erscheinungsbilder. Zum einen können sich aktive Galaxienkerne durch ihren Aktivitätslevel unterscheiden, maßgeblich bestimmt durch die Akkretionsrate. Die Aktivität von Quasaren ist dabei sehr hoch, sodass der aktive Kern den Rest der Galaxie bei weitem überstrahlt. Bei Seyfert-Galaxien ist der Kern ungleich leuchtschwächer, sodass er als helle Region der ansonsten gut sichtbaren umgebenden Galaxie erscheint. Dem Standardmodell zufolge sollte jeder Quasar demnach eine umgebende Galaxie (host galaxy) besitzen; dass mit immer besseren Beobachtungsmethoden immer mehr dieser Galaxien nachgewiesen werden können, bestätigt die Vorhersage.
Der Staubtorus schirmt die ionisierende UV-Strahlung der Akkretionsscheibe ab. Die broad line region (BLR) ist daher nur aus der Drauf- oder Druntersicht sichtbar. In diesem Fall stellt der Beobachter im Spektrum stark verbreiterte Linien fest, wodurch im Standardmodell die Seyfert-1-Galaxien und die Quasare vom Typ 1 zustande kommen.
Wird die Strahlung der BLR dagegen vom Staubtorus abgeschirmt, sind nur die schmalen Emissionslinien zu sehen. So kommt es zu Seyfert-2-Galaxien oder Quasaren vom Typ 2. In dieser Situation ist von der BLR-Strahlung nur noch der Anteil zu sehen, der nach oben bzw. unten aus dem Torus entweicht und danach in Richtung des Beobachters gestreut wird. Für sich genommen ist diese Strahlung zu schwach, um im Vergleich mit der Strahlung der schmalen Linien nachweisbar zu sein. Durch die Streuung ist dieser BLR-Anteil aber stark polarisiert. Beschränkt man sich daher auf Messungen an polarisiertem Licht, ist der BLR-Anteil gut nachweisbar.
Ein weiterer, seltener Orientierungseffekt tritt ein, wenn einer der Jets direkt oder fast direkt auf den Beobachter gerichtet ist. So erklärt das Standardmodell Blazare bzw., bei geringer Leuchtkraft, BL-Lacertae-Objekte.
Das Modell erklärt auch die Rollen der unterschiedlichen Wellenlängenbereiche des Lichts: Die Röntgenstrahlung der Akkretionsscheibe wird vom Staubtorus so gut wie nicht abgeschwächt und ist daher bei allen aktiven Galaxienkernen sichtbar. UV- und sichtbares Licht der Akkretionsscheibe sowie die zugehörigen Emissionslinien der BLR sind nur bei geeigneter Orientierung des Torus sichtbar. Im Infraroten dagegen können wir auch die Strahlung des Staubtorus selbst nachweisen.
Je nach Zuflussrate der einfallenden Materie heizt sich die Akkretionsscheibe mehr oder weniger auf. Kühlere Akkretionsscheiben geben weniger Wärmestrahlung ab und bieten günstige Voraussetzungen für Magnetfeldlinien, die mit dem Plasma mitgeführt werden und einen der möglichen Mechanismen für die Entstehung eines Jets und der damit verbundenen Synchrotronstrahlung, insbesondere auch im Radiobereich, darstellen. Heißere Scheiben strahlen deutlich mehr an Wärmestrahlung ab und bieten weniger günstige Bedingungen für die Jet-Entstehung. So kann das Standardmodell die Existenz von radiolauten (Jet bzw. Synchrotronstrahlung dominieren) und radioleisen AGN erklären.

### Zentrales Schwarzes Loch
Im Zentrum des aktiven Galaxienkerns befindet sich ein supermassereiches schwarzes Loch, das typischerweise um die 100 Millionen Sonnenmassen, in extremen Fällen auch 10 bis 20 Milliarden Sonnenmassen, besitzt. Die Notwendigkeit eines solchen besonders kompakten Zentralobjekts zur Erklärung für die Leuchtkraft der AGNs wurde aus Überlegungen zum Ausmaß der Energiefreisetzung bei AGNs erschlossen. Akkretion, also der Einfall von Materie unter dem Schwerkrafteinfluss einer Masse, kann unter allen Arten der Energiefreisetzung den höchsten Wirkungsgrad (Verhältnis von freigesetzter Energie zur Masse der einfallenden Materie) aufweisen.

#### Theoretische Beschreibung

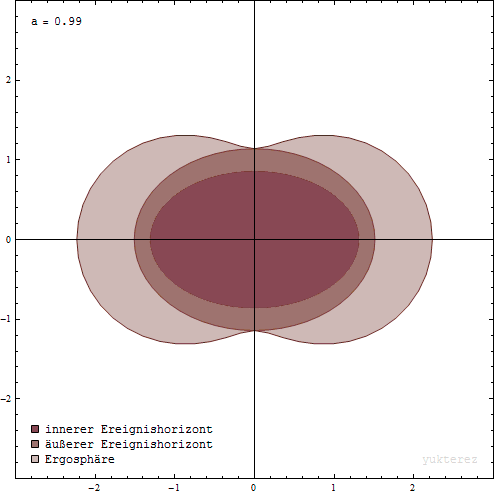
Ein Kerr-Loch besitzt nicht nur einen inneren und einen äußeren Ereignishorizont, sondern zusätzlich noch eine Region, innerhalb der jegliche Materie gezwungen wird, gleichsinnig mit dem Schwarzen Loch zu rotieren: die Ergosphäre.

Ein auf natürliche Weise entstandenes Schwarzes Loch wird im Allgemeinen einen Drehimpuls ungleich null besitzen, also rotieren. Rotierende Schwarze Löcher werden durch die sogenannte Kerr-Lösung beschrieben. Sie besitzt rund um den Horizont eine sogenannte Ergosphäre, in der sämtliche dort befindliche Materie zur Rotation um das Schwarze Loch gezwungen wird. In einigen Modellen für die Entstehung von Jets spielt dieser Umstand eine wichtige Rolle.
Die innerstmögliche stabile Umlaufbahn eines Teilchens, wenn Gravitationswelleneffekte außer Acht gelassen werden, liegt bei einem Kerr-Loch, insbesondere für Teilchenbahnen mit demselben Umlaufbahnsinn wie das Schwarze Loch selbst, deutlich weiter innen als für nichtrotierende (Schwarzschild-)Löcher. Dementsprechend größer ist der Anteil an Bindungsenergie, die freigesetzt werden kann, bevor Materie im Schwarzen Loch verschwindet, was bedeutet, dass der bei der Akkretion erreichbare Wirkungsgrad entsprechend steigt. Bei einem maximal schnell rotierenden Kerr-Loch läge der Wirkungsgrad bei 42 % im Vergleich mit knapp 6 % bei einem Schwarzschild-Loch.

#### Größe und Beobachtungsmöglichkeiten
Der Radius vom Mittelpunkt bis zum Ereignishorizont (Schwarzschild-Radius) eines Schwarzen Loches ist von dessen Masse abhängig. Für ein supermassereiches Schwarzes Loch mit 100 Millionen Sonnenmassen beträgt er 2 Astronomische Einheiten. Bei 10 Milliarden Sonnenmassen erhält man 200 AE und für das supermassereiche Schwarze Loch im Zentrum unserer Heimatgalaxie (Milchstraße), mit rund 4 Millionen Sonnenmassen, sind es knapp 0,1 AE. Durch Beobachtungen des Event Horizon Telescopes im Radiowellenbereich gelang die Aufnahme des „Schattens“ der zentralen supermassiven Schwarzen Löcher im Zentrum unserer Galaxie (Sagittarius A*), veröffentlicht 2022, und im Zentrum von Messier 87 (veröffentlicht 2019). Wegen Gravitationslinseneffekten ist der Ereignishorizont nicht direkt beobachtbar, sondern nur der etwas größere sog. „Schatten“.

#### Massenbestimmung
Die Masse des zentralen Schwarzen Lochs kann auf verschiedene Weisen bestimmt werden. In unserer Heimatgalaxie geht dies über das dritte Keplersche Gesetz, da sich die Umlaufbahnen einzelner Sterne direkt beobachten lassen.
Eine weitere Möglichkeit der Bestimmung ergibt sich, wenn für verschiedene Abschnitte des Kernbereiches einer Galaxie Spektren bestimmt werden können und sich somit abschätzen lässt, innerhalb welcher Grenzen die Geschwindigkeit der Sterne der betreffenden Regionen liegt. Aus der Breite dieser Verteilung (Geschwindigkeitsdispersion) lässt sich über den Virialsatz auf das Gravitationspotential schließen. Aus diesen Beobachtungen und der Entfernung zur Galaxie folgt der Abstand der beobachteten Gebiete vom Zentrum, sodass aus dem Potentialwert auf die eingeschlossene Masse geschlossen werden kann.
Ein drittes Verfahren ist das reverberation mapping, zu Deutsch in etwa „Nachhall-Aufzeichnung“. Diese kommt bei Galaxien des Typs 1 zum Einsatz, bei denen sich der Radius der broad line region nicht räumlich aufgelöst beobachten lässt. Der Radius wird aber benötigt, um das Gravitationspotential {\displaystyle \Phi \sim M/R} zu bestimmen, um mit Hilfe des Virialsatzes und des Potentials auf die Masse zu schließen. Bei Reverberation mapping werden Echo-Effekte analysiert, um auf den Radius zu schließen. Hierbei wird ausgenutzt, dass die Scheibenabstrahlung auf Zeitskalen bis hinunter zu weniger als einer Stunde fluktuiert. Auf direktem Wege erreicht uns diese Information durch das AGN-Spektrum. Dieselben Fluktuationen treten zeitverzögert in den breiten Spektrallinien auf, weil die Strahlung erst durch die broad line region zum Beobachter reflektiert werden muss. Da sich die Strahlung mit Lichtgeschwindigkeit ausbreitet, ist die Zeitverzögerung ein Maß für den Abstand von der Akkretionsscheibe zur broad line region. Eine systematische Auswertung der Zeitverzögerungen ermöglicht eine Bestimmung des Radius.

### Akkretionsscheibe
Nur für sehr spezielle Bewegungsrichtungen kann Material wie Gas oder Staub, das auf eine Masse zu fällt, das Zentralobjekt direkt erreichen. Im Allgemeinen wird der Drehimpuls der Materie relativ zum Zentralobjekt dazu führen, dass das Material etwas am Objekt vorbei fällt. Kollidiert es dabei mit Materie die aus anderen Richtungen ankommt, kann eine Akkretionsscheibe entstehen. Eine Akkretionsscheibe ist eine rotierende Gas- und Staubscheibe, in der der Drehimpuls durch innere Reibung, also infolge der Viskosität des Materials, nach außen transportiert wird, sodass Materie vom inneren Scheibenrand aus auf das Zentralobjekt stürzen kann. Quelle der Viskosität ist nach heutiger Erkenntnis eine Turbulenz aufgrund magnetohydrodynamischer Instabilitäten.
Durch Kollisionen der auf die Akkretionsscheibe stürzenden neuen mit der bereits vorhandenen Materie heizt sich die Scheibe stark auf. Welche Temperaturen dabei erreicht werden, hängt von der Einfallsrate (Akkretionsrate) ab. Bei niedrigeren Raten liegen die Temperaturen um die zehntausend und bei höheren bis zu einigen hunderttausend Kelvin.
Aus dem Temperaturprofil ergibt sich die Leistung der Wärmestrahlung einer Akkretionsscheibe. Dem Stefan-Boltzmann-Gesetz folgend erzeugen höhere Temperaturen auch größere Strahlungsmengen. Das Spektrum der Scheibe ist dabei nicht das eines Planck’schen Strahlers mit einer einzigen charakteristischen Effektivtemperatur, sondern ergibt sich als Überlagerung der Planck-Spektren der von außen nach innen unterschiedlich heißen Scheibenregionen.
Die Obergrenze der Strahlungsleistung ist dabei durch die Eddington-Grenze gegeben, ab welcher der Strahlungsdruck weiteres Einfallen von Materie verhindert.

#### Heiße und kühlere Scheiben
In Verbindung mit Annahmen über das Scheibenmaterial und mit dem Stefan-Boltzmann-Gesetz erhält man aus der Eddington-Grenze auch eine Obergrenze für die Temperatur der Scheibe. Diese Obergrenze liegt umso niedriger, je größer die Masse des zentralen Schwarzen Lochs ist. Für eine Scheibe, deren Ausdehnung im Verhältnis zum Schwarzschildradius konstant ist, gilt {\displaystyle T\sim 1/M}. Genauere Rechnungen mit konkreten Scheibenmodellen führen auf den gleichen Zusammenhang. Die Höchsttemperaturen der AGN-Scheiben liegen deswegen deutlich unter den Temperaturen der Scheiben stellarer Schwarzer Löcher. Insbesondere produzieren AGN-Scheiben als Wärmestrahlung keine nennenswerten Mengen an Röntgenstrahlung (zur Herkunft dieser Strahlungskomponente vgl. Abschnitt Korona und Röntgenstrahlung).
Heißere Scheiben mit Effektivtemperaturen um die hunderttausend Kelvin produzieren beachtliche Mengen an UV-Strahlung. Im AGN-Spektrum führt dies zum (big) blue bump (sinngemäß: zum „(großen) blauen Hügel“), einem Maximum im Bereich des extremen UV, das von höheren Energien bis etwa 0,6 keV, zu niedrigeren Energien bis in den Wellenlängenbereich um 1 μm abfällt. Die UV-Strahlung bewirkt die Ionisation der Materie in der broad line region und ist so mittelbar für die breiten Emissionslinien bei AGNs vom Typ 1 verantwortlich. Anhand der breiten Linien lassen sich demnach auch Rückschlüsse auf den Gesamt-Strahlungsausstoß der Scheibe ziehen.
Kühlere Scheiben dagegen produzieren deutlich weniger UV-Strahlung. Daher sind die Linien aus der broad line region deutlich schwächer, wenn sie überhaupt noch nachweisbar sind. Scheiben mit kühleren Temperaturen begünstigen die Erzeugung von Jets und der damit verbundenen Synchrotronstrahlung (vgl. den Abschnitt Jet).
Heißere Scheiben, bei denen die Wärmestrahlung und kühlere Scheiben, bei denen die Synchrotronstrahlung dominiert, sind im Standardmodell die Erklärung für radiolaute und radioleise AGNs.

#### Korona und Röntgenstrahlung
Im Gegensatz zur Situation bei stellaren Schwarzen Löchern sind AGN-Akkretionsscheiben nicht heiß genug, um direkt als Wärmestrahlung größere Mengen an Röntgenstrahlung zu produzieren. Dass AGN trotzdem intensiv in diesem Bereich strahlen, wird auf eine Korona zurückgeführt: eine Region extrem heißen Plasmas direkt oberhalb und unterhalb der Scheibe. Die Röntgenstrahlung entsteht, wenn UV-Strahlung der Scheibe von den Elektronen des Plasmas zusätzliche Energie erhält (inverse Compton-Streuung), in dieser Form zur Scheibe zurückgeworfen und von dort als weichere Röntgenstrahlung in den Raum abgestrahlt wird. Im Spektrum des AGN ergeben sich aus diesem Umstand charakteristische breite Eisenlinien aufgrund von Fluoreszenz sowie ein charakteristisches Maximum um die 30 keV, wie man es für die Reflexion der Strahlung an kalter Materie (Rückstreuung auf die Scheibe) erwarten würde.
Charakteristisch für die Röntgenstrahlung von AGN sind Intensitätsfluktuationen auf astronomisch gesehen sehr kurzen Zeitskalen von Stunden oder weniger. Daraus folgt, dass die Regionen, in denen die Röntgenstrahlung produziert wird, sehr klein sein müssen. Entsprechend gehen die heutigen Modelle von Klumpenstrukturen in der Korona aus, die auf den entsprechenden Zeitskalen entstehen und vergehen und während der Zeit ihrer Existenz lokalisierte Gebiete der darunterliegenden Scheibe zum Leuchten anregen.

#### Scheibenspektrum und relativistische Effekte
Das Spektrum einer schnell rotierenden Akkretionsscheibe rund um ein zentrales Schwarzes Loch, die der Beobachter nicht von oben, sondern angeschrägt betrachtet, wird maßgeblich von relativistischen Effekten bestimmt. Im klassischen Falle wäre das Spektrum einer ruhenden Scheibe symmetrisch um den Spektrumsschwerpunkt mit zwei seitlichen Maxima entsprechend den Doppler-rot- bzw. -blauverschobenen Bereichen der Scheibe, die aus Sicht des Beobachters die größte Radialgeschwindigkeit haben. Im relativistischen Fall kommen die Effekte Zeitdilatation und gravitative Rotverschiebung hinzu, die das Spektrum als Ganzes zum Roten hin verschieben, sowie relativistisches Beaming, was die Symmetrie bricht und die Strahlung der maximal auf den Beobachter zu bewegten Scheibenabschnitte deutlich heller erscheinen lässt als die der vom Beobachter weg bewegten. Eine entsprechende Form der Spektrallinien wurden erstmals 1995 bei der aktiven Galaxie MCG-6-30-15 nachgewiesen.
Für eine helle Teilquelle, die um das Schwarze Loch läuft, führen dieselben relativistischen Effekte mit der Zeit zu einer charakteristischen Änderung des Spektrums. Aus der Vermessung des Spektrums lassen sich daher Rückschlüsse auf die Masse und den Drehimpuls des Schwarzen Lochs ziehen. Im Jahre 2004 konnten solche Effekte erstmals in Röntgenspektren der Seyfert-Galaxie NGC 3516 nachgewiesen werden, die mit dem Weltraumteleskop XMM-Newton aufgenommen worden waren. Daraus konnte die Masse des zentralen Schwarzen Lochs der Galaxie zwischen 10 und 50 Millionen Sonnenmassen abgeschätzt werden.

### Broad line region (BLR)
Im Abstand von einigen tausend bis einigen zehntausend AE (zwischen 10 und 100 Lichttagen) um die Akkretionsscheibe befindet sich die Broad Line Region (BLR), in der die stark verbreiterten Spektrallinien der AGN entstehen. Die Linienbreite weist auf hohe Geschwindigkeiten von ca. 3000 km/s hin, während zeitliche Änderungen der Linienstärke auf Zeitskalen von Stunden oder Tagen die geringe Ausdehnung der Region belegen. Dass es unter den breiten Linien keine verbotenen Linien gibt, weist darauf hin, dass es sich um hinreichend dichtes Material handelt.

### Jet
Jets sind stark gebündelte Ausströmungen hoher Geschwindigkeit, die meist bipolar auftreten, also in zwei vom Zentralobjekt aus entgegengesetzte Richtungen. Jetquellen besitzen immer Akkretionsscheiben und starke Magnetfelder.
Man nimmt heute an, dass Jets magneto-hydrodynamisch beschleunigt und kollimiert werden und dass die ausströmende Materie aus der Akkretionsscheibe stammt (Modell von Blandford & Payne, 1982). Aber auch rein elektrodynamische Prozesse können eine wichtige Rolle spielen und z. B. die Rotationsenergie des Schwarzen Lochs im Zentrum des AGN nutzen. Die Details und die Gewichtung der unterschiedlichen Prozesse sind noch nicht abschließend geklärt und Gegenstand aktueller Forschung.
Der direkte Beitrag der Jets zur Strahlung des AGN ist die von den Elektronen im Jet erzeugte Synchrotron-Strahlung, verstärkt durch Effekte wie die inverse Compton-Streuung der Strahlung an Elektronen des Jets oder externer Materie. Im Jet selbst können sich Schockfronten ausbilden, an denen einige Elektronen auf noch deutlich höhere Energien beschleunigt werden, mit Lorentz-Faktoren zwischen 100 und 1000 („Schockknoten“ im Jet).
Jets sind physikalisch signifikant für den Massen- und Drehimpulsverlust der Zentralquelle und den Energieeintrag in das umgebende Medium (vgl. den Abschnitt Wechselwirkung mit umgebenden Galaxien). Wo die Jet-Teilchen auf das umgebende intergalaktische Medium treffen, entstehen ausgedehnte, radiohelle Anregungsgebiete (vgl. den Abschnitt Emissionsgebiete (Loben)).

#### Relativistisches Beaming
Viele Jets von AGN bewegen sich mit relativistischer Geschwindigkeit, mit Lorentzfaktoren bis ungefähr 10–15, entsprechend 99,5 bis 99,8 Prozent der Lichtgeschwindigkeit.
Das Licht, das die im Jet strömenden Teilchen (insbesondere in Form von Synchrotronstrahlung) abstrahlen, ist bei solchen Geschwindigkeiten aufgrund des relativistischen Beaming-Effekts für Beobachter in oder nahe der Bewegungsrichtung um ein Vielfaches verstärkt: Eine Kombination aus Aberration und (relativistischer) Doppler-Blauverschiebung kann den Strahlungsfluss, den ein solcher Beobachter misst, um einen Faktor 100 oder mehr verstärken. Das ist ein wichtiger Faktor zur Erklärung der großen Helligkeit etwa von Blazaren, bei denen wir dem AGN-Standardmodell zufolge direkt in einen der Jets blicken. Die gleichen relativistischen Effekte führen für einen Jet, der sich vom Beobachter entfernt, zu einer Abschwächung der Strahlung. Das ist ein wichtiger Grund, warum die beiden Jets einer Radiogalaxie auf astronomischen Aufnahmen in der Regel unterschiedlich hell erscheinen (Laing-Garrington-Effekt).

#### Scheinbare Überlichtgeschwindigkeiten
Für Objekte, die sich relativistisch auf den Beobachter zu bewegen, können Lichtlaufzeiten dazu führen, dass ein ferner Beobachter irrtümlich auf eine überlichtschnelle Bewegung der Objekte schließt. Auf diese Weise führen direkte Rechnungen des Typs „Änderung des Winkelabstands (im Bogenmaß) × Abstand = Tangentialgeschwindigkeit“ für Knoten in einem Jet, die sich von der Zentralquelle entfernen, zu Geschwindigkeiten, die ein Vielfaches der Lichtgeschwindigkeit betragen.
Aus der korrekten Rechnung, welche die Lichtlaufzeiten berücksichtigt, folgt, dass diese scheinbaren Überlichtgeschwindigkeiten eindeutiges Indiz dafür sind, dass sich die betreffenden Jets relativistisch, also mit Lorentzfaktoren deutlich größer als 1, bewegen. Solche Rechnungen stellen die ersten Nachweise überhaupt für relativistische Geschwindigkeiten in der Astrophysik dar.
Aus diesen hohen Geschwindigkeiten folgen die relativistischen Effekte, insbesondere relativistisches Beaming, welche die hohe Leuchtkraft der Jets bei geeigneten Orientierungen (Jet bewegt sich auf den Beobachter zu) und damit im Standardmodell die Eigenschaften der Blazare erklären.

#### Zusammenhang mit kosmischer Strahlung
Schon seit längerem wird vermutet, dass die Jets von AGNs Quelle zumindest eines Teils der hochenergetischen kosmischen Strahlung sind, die die Erde aus dem Weltraum erreicht. Hinweise auf einen Zusammenhang zwischen kosmischer Strahlung und AGN geben die Messungen von Gamma-Observatorien wie dem Pierre-Auger-Observatorium, die Korrelationen zwischen der Einfallsrichtung kosmischer Strahlung und der Positionen von AGN am Himmel gefunden haben.

### Staubtorus
Der Staubtorus umgibt den inneren Bereich im Abstand von einigen Hundertstel bis einigen Dutzend Lichtjahren (0,01 bis 10 Parsec). Seine wichtigste Rolle im Standardmodell ergibt sich aus seinen Abschirmungseigenschaften, die insbesondere für die Unterscheidung von AGN des Typs 1 (Licht der broad line region sichtbar) und des Typs 2 (Licht der broad line region nicht sichtbar) entscheidend ist.
Neuere Detailuntersuchungen, die sich insbesondere interferometrischer Methoden im nahen und mittleren Infrarot-Bereich bedient haben, stellen das Bild eines zusammenhängenden Staubtorus in Frage. Diesen Beobachtungen zufolge handelt es sich stattdessen um eine mehr oder weniger individuelle unregelmäßige Anordnung von Staubwolken in der entsprechenden Region.

### Materiezufuhr

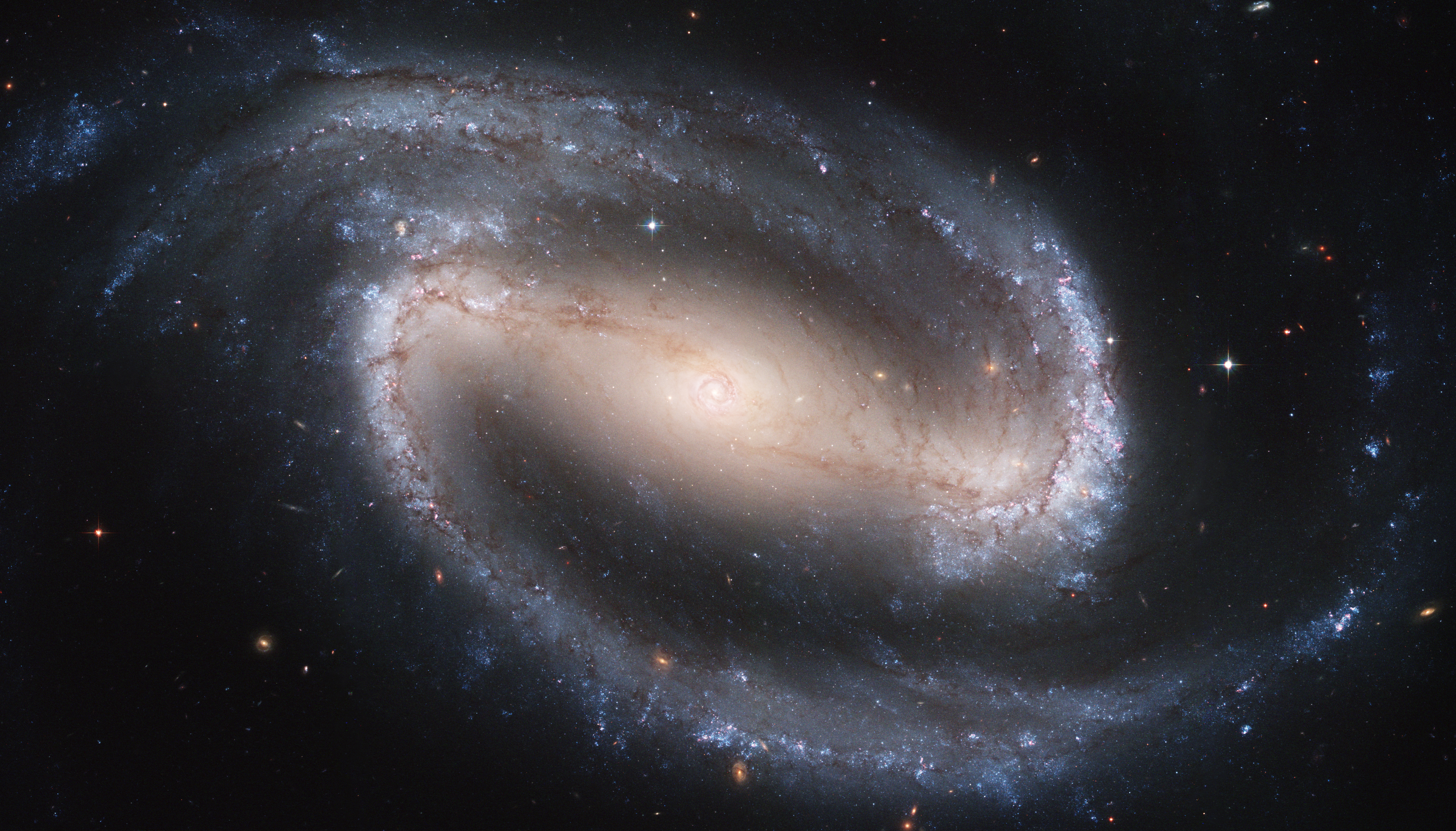
NGC 1300: Balkenstrukturen wie in der Mitte dieser Galaxie könnte eine wichtige Rolle dabei zukommen, aktiven Kernen genügend Materie zuzuleiten.

Ein AGN wird nur solange aktiv bleiben, wie ein hinreichend starker Materiezufluss auf die Akkretionsscheibe gesichert ist. Haupthindernis ist dabei der Drehimpuls der Materie, die in Richtung Scheibe fällt. Ist der Drehimpuls zu groß, dann wird die Materie die Scheibe nie erreichen können. In den heutigen Modellen ist in dieser Hinsicht vor allem das letzte Parsec (ca. drei Lichtjahre) rund um die Scheibe problematisch.
Einigen Modellen zufolge spielen Balkenstrukturen der den AGN umgebenden Galaxie eine wichtige Rolle, um hinreichend viel Materie in die Zentralregionen zu leiten. Andere Modelle sehen Galaxienzusammenstöße und die sich daraus ergebenden Instabilitäten, die zu tieferen Potenzialtöpfen führen, als entscheidenden Mechanismus an, um die Materiezufuhr zu sichern.

### Emissionsgebiete (Loben)

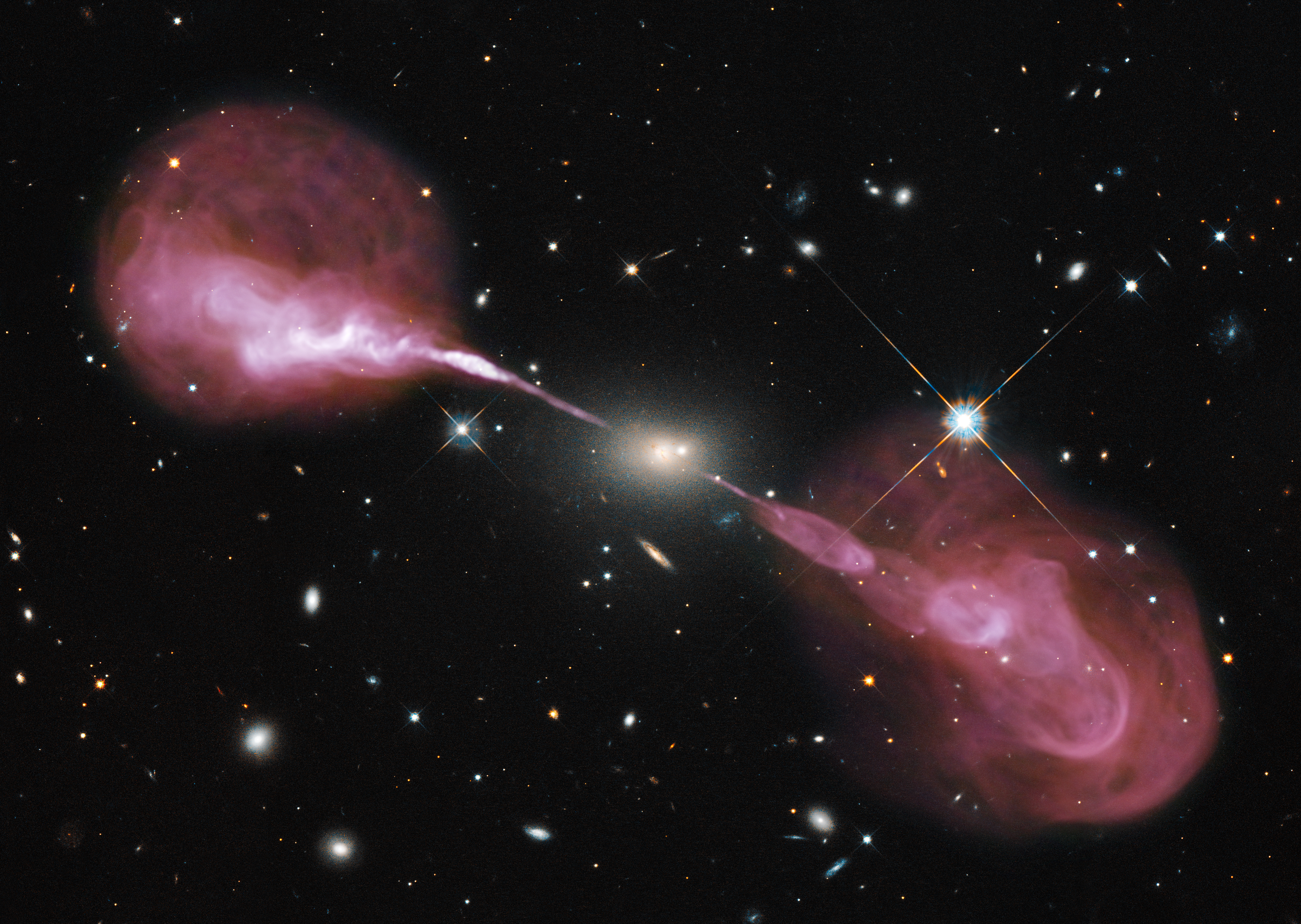
Kombination aus Radiodaten und Beobachtungen im sichtbaren Licht für die Radiogalaxie Hercules A

Die Emissionsgebiete, in Anlehnung an das Englische auch Loben (lobes oder radio lobes) genannt, sind mit Ausdehnungen zwischen zehntausend und Millionen von Lichtjahren (3 bis 1000 kpc) die größten mit den AGN assoziierten Strukturen. Sie entstehen, wenn die schnellen Teilchen – insbesondere die Elektronen – des Jets auf das umgebende intergalaktische Medium treffen und es ganz oder teilweise mitführen. Dabei erreicht das mitgeführte Gas in dem umgebenden Medium Überschallgeschwindigkeiten, sodass sich am vorderen Ende eine Schockfront ausbildet: ein besonders stark strahlender „heißer Fleck“ (hot spot).
Die Radiostrahlung der Loben, bei der es sich um Synchrotronstrahlung aufgrund der Bewegung geladener Teilchen in Magnetfeldern handelt, übertrifft die Leuchtkraft im sichtbaren Bereich um Faktoren von 100 Millionen bis 10 Milliarden.

## Klassifikation
Die herkömmliche Einteilung der aktiven Galaxienkerne in verschiedene Klassen orientiert sich an Beobachtungsmerkmalen, insbesondere an Eigenschaften des Spektrums, an der Leuchtkraft des AGN selbst, der Leuchtkraft der ihn umgebenden Galaxie und am Vorhandensein starker Radioemissionen („radiolaut“, „radioleise“).
Dieser Einteilung gegenüber steht die Einteilung nach physikalischen Eigenschaften, wie sie sich aus dem AGN-Standardmodell ergeben. Die wichtigsten Parameter sind dabei die Masse des zentralen Schwarzen Lochs und die Akkretionsrate – sie und die anderen physikalischen Parameter können nicht direkt beobachtet, sondern müssen aus den Beobachtungen erschlossen werden.
Weniger klar ist der Zusammenhang zwischen den physikalischen Parametern und der Radiolautstärke eines AGN. Die Aktivität scheint mit steigender Masse des Schwarzen Lochs zuzunehmen; allerdings gibt es hierbei größere Streuung.

### Seyfert-Galaxien

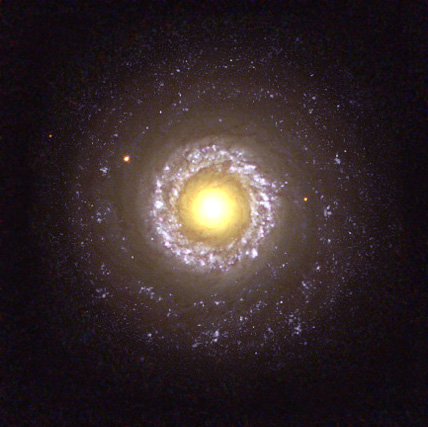
Die Seyfert-Galaxie NGC 7742, aufgenommen mit dem Weltraumteleskop Hubble

Historisch gesehen sind Seyfert-Galaxien Objekte, die erkennbar die Struktur von Galaxien besitzen und zusätzlich einen sehr hellen Kern aufweisen. Im Standardmodell entspricht die Helligkeit des Kerns einer hohen Akkretionsrate. Dass die umgebende Galaxie trotzdem noch deutlich sichtbar ist, unterscheidet Seyfert-Galaxien von den deutlich helleren Quasaren. Mit fortschreitender Beobachtungstechnik können bei Quasaren mehr und mehr umgebende Galaxien abgebildet werden, was die traditionelle Unterscheidung aufweicht.
Anhand der Seyfert-Galaxien wurde erstmals die Unterteilung in Objekte vom Typ 1 (breite Emissionslinien sichtbar) und Typ 2 (nur schmale Emissionslinien) vorgenommen, die im Standardmodell darauf zurückgehen, ob die inneren Regionen nahe der Akkretionsscheibe sichtbar (Typ 1) oder durch den Staubtorus verdeckt sind (Typ 2). Diese Einteilung wurde später auf alle AGN ausgedehnt (vgl. Abschnitt Erscheinungsbild, Klassifizierung in Typ 1 und Typ 2). Anhand der Intensitätsverhältnisse der Hα- und Hβ-Linien führte Donald Osterbrock 1977 und 1981 eine noch feinere Unterteilung mit Seyfert-Galaxien vom Typ 1,5, 1,8 und 1,9 ein, die sich allerdings nicht bei allen Astronomen des Feldes durchsetzte.

### Quasare
Historisch gesehen waren Quasare „quasi-stellare Radioquellen“ (engl. quasi-stellar radio source). Die ersten Exemplare (3C 48 und 3C 273) wurden in den frühen 1960er Jahren von Allan Sandage und Mitarbeitern entdeckt. Erst mit der Bestimmung der Rotverschiebung durch Maarten Schmidt für 3C 273 wurde klar, dass es sich um extragalaktische und damit astronomisch gesehen sehr kleine und extrem helle Objekte handelt.
Phänomenologisch gesehen waren Quasare diejenigen sehr hellen aktiven Galaxienkerne, bei denen sich keine umgebende Galaxie nachweisen ließ, sondern nur ein heller Kern. Aufgrund der geringen Ausdehnung der Kernregion wurde nur ein sternartiges, mit dem betreffenden Teleskop nicht von einer Punktquelle unterscheidbares, Objekt festgehalten.
In moderner Einteilung unterscheiden sich Quasare von Seyfert-Galaxien durch eine besonders große Leuchtkraft der Akkretionsscheibe und der umgebenden Regionen.
„Nackte Quasare“ ohne umgebende Galaxie kennt das AGN-Standardmodell nicht. Beobachtungen weisen darauf hin, dass bei Quasaren ohne nachweisbare umgebende Galaxien diese Galaxien zu leuchtschwach sind, sodass es sich um eine Stichprobenverzerrung aufgrund der Grenzen der Beobachtungsinstrumente handelt.
Quasare werden nach ihrer Leuchtkraft in radiolaute oder radioleise eingeteilt. Einige Autoren unterscheiden diese beiden Fälle in der Benennung und nennen nur die radiolauten Objekte Quasare, die radioleisen dagegen QSOs (für quasi-stellar object).

### Radiogalaxien

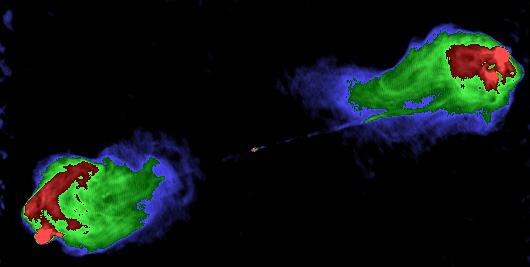
Falschfarbenbild der Radiogalaxie Cygnus A, basierend auf Daten des Very Large Array

Radiogalaxien zeichnen sich durch ihre hohe Radioleuchtkraft aus, die bis zu 1039 oder 1040 Watt betragen kann. Das ist mehr als das Milliardenfache der Leistung, die normale Galaxien im Radiobereich abstrahlen.
Als typische Struktur weisen viele Radiogalaxien zwei gegenüberliegende Anregungs- bzw. Emissionsregionen auf, sogenannte Loben. Dabei handelt es sich um ausgedehnte Gebiete sehr heißen Gases, die entstehen, wenn die zwei vom Galaxienkern in entgegengesetzte Richtungen ausgesandten Jets auf das die Galaxie umgebende intergalaktische Medium treffen.
Aus moderner Sicht sind Radiogalaxien radiolaute Quasare vom Typ 2. Bei ihnen handelt es sich jeweils um sehr massive elliptische Galaxien, meistens um die zentralen Galaxien ausgedehnter Galaxienhaufen. Im Vergleich mit Seyfert-Galaxien haben Radiogalaxien eine ungleich geringere Akkretionsrate – ihre Emissionen werden dementsprechend von den mit dem Jet zusammenhängenden Leuchtphänomenen dominiert.
Die Fanaroff-Riley-Klassifikation unterscheidet zwei Typen von Radiogalaxien: Typ I (FR-I), bei dem die Helligkeit vom Zentrum nach außen hin abnimmt und die im Allgemeinen deutlich leuchtstärkeren Radiogalaxien vom Typ II (FR-II), bei denen die Quellen mit höchster Flächenhelligkeit weiter außen liegen.

### Blazare: BL-Lac-Objekte und optisch stark variable Quasare (OVV)

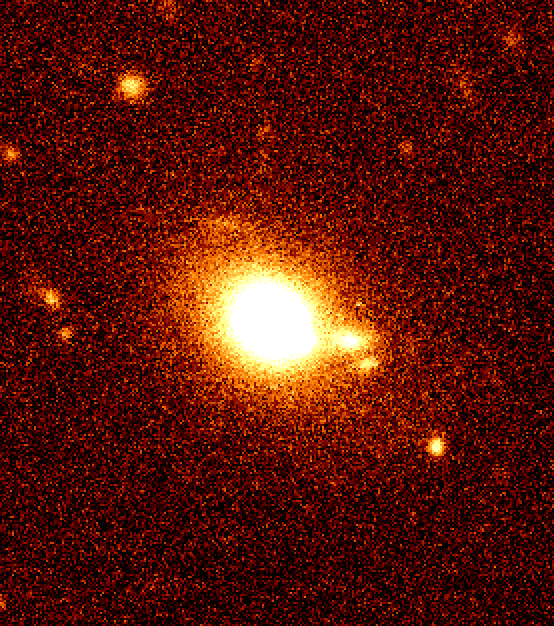
Das BL-Lac-Objekt H 0323+022 (bei Rotverschiebung z = 0,147); Aufnahme mit dem New Technology Telescope der ESO

BL-Lac-Objekte oder BL-Lacertae-Objekte sind nach dem Sternbild Lacerta (Eidechse) benannt, in dem sich die Erstentdeckung von Cuno Hoffmeister aus dem Jahre 1929 befindet. Das BL ist die Bezeichnung für die Klassifikation von veränderlichen Stern und rührt daher, dass Hoffmeister das Objekt für einen veränderlichen Stern mit irregulären Helligkeitsvariationen hielt. Mit Aufkommen der Radioastronomie wurde deutlich, dass es sich um radiolaute, sehr ferne Objekte handelt. Die ersten Entfernungsbestimmungen gelangen aber erst in den 1970ern.
Aus Sicht des Standardmodells entsprechen BL-Lac-Objekte einer Orientierung des AGN, bei welcher der Beobachter direkt oder fast direkt in den Jet schaut. Dieselbe Erklärung gibt das Standardmodell für die Flat Spectrum Radio Quasars (FSRQ), synonym optically-violent variables (optisch stark veränderliche Quasare, abgekürzt OVV). Beide Objektklassen werden daher zusammengefasst und als Blazare (vom englischen to blaze, sehr hell leuchten) bezeichnet.
BL Lac und OVV unterscheiden sich bei den Eigenschaften ihrer Linien, die bei BL Lac schwächer und von Absorptionslinien begleitet sind, wobei die Linien stark polarisiert sind, während OVV starke und sehr breite Emissionslinien zeigen. Gemeinsam haben sie starke Helligkeitsvariationen auf kurzen Zeitskalen (Stunden bis Tage), die sich damit erklären lassen, dass der Jet aus einer kompakten Region über der Akkretionsscheibe hervorgeht, die ihre Eigenschaften aufgrund der geringen Größe auf kurzen Zeitskalen verändern kann.

### LINERs

Die Sombrerogalaxie (M104), hier eine Aufnahme mit dem Hubble-Weltraumteleskop, ist ein Beispiel für einen LINER.

Am anderen Ende des Leistungsspektrums, nahe dem Grenzbereich zu inaktiven Galaxien, liegen LINERs. Der Name kommt aus dem englischen low-ionization nuclear emission-line region, zu Deutsch etwa Galaxien-Kernregionen mit Emissionslinien geringen Ionisationsgrades. Wie der Name besagt, weisen diese Objekte Emissionslinien von schwach ionisierten Ionen oder neutralen Atomen auf, beispielsweise O, O+, N+ oder S+, während Emissionslinien von stärker ionisierten Atomen vergleichsweise schwach sind.
LINER treten bei etwa einem Drittel der Galaxien in unserer kosmischen Nachbarschaft auf. Als Bindeglied zwischen aktiven und inaktiven Galaxien legten sie erstmals nahe, dass auch nichtaktive Galaxien im Zentrum supermassereiche Löcher besitzen könnten. Dies wurde erst später durch die Entdeckung des Schwarzen Lochs im Zentrum der Milchstraße bestätigt.
Ob es sich bei LINERn tatsächlich um AGN handelt, die dem Standardmodell entsprechend durch ein supermassereiches zentrales Schwarzes Loch angetrieben werden, ist Gegenstand von Diskussionen. Einige Astronomen vermuten hinter der Aktivität stattdessen besonders leistungsstarke Sternentstehungsregionen.

## Wechselwirkung mit umgebenden Galaxien
Die physikalischen Prozesse in einem aktiven Galaxienkern und der umgebenden Galaxie spielen sich in Größenskalen von der Ausdehnung der zentralen Region mit einigen Lichttagen bis hin zu den Tausenden von Lichtjahren des Bulge. Statistische Zusammenhänge zwischen den physikalischen Eigenschaften der aktiven Kerne und ihren Galaxien, die auf eine wechselseitige Beeinflussung oder gekoppelte Entwicklung hindeuten, wurden seit den 1990er Jahren gefunden.
Im Februar 2020 berichteten Astronomen, dass ein ehemals aktiver Galaxienkern mit der Masse mehrerer Milliarden Sonnen – ein Supermassives Schwarzes Loch – in der größten bisher bekannten Explosion im Universum einen Hohlraum in der Gaswolke des Ophiuchus Galaxien-Superclusters entstehen ließ. Er ließ den Hohlraum, in den ca. 15 Milchstraßen nebeneinander passen, durch Ausstoß von Strahlung und Teilchen entstehen.

### Korrelationen von Massen, Helligkeiten und Geschwindigkeitsdispersion
Im Jahre 1995 fiel John Kormendy und Douglas Richstone eine Korrelation zwischen der Masse des zentralen Schwarzen Lochs von AGN und der (blauen) Gesamthelligkeit des umgebenden Bulge (bei elliptischen Galaxien: der gesamten Galaxie) auf.
In einer weitergehenden Untersuchung von John Magorrian und Kollegen 1998 zeigte sich eine Korrelation zwischen den Massen der im Bulge befindlichen Objekte und dem zentralen Schwarzen Loch.
Spätere Studien ergaben Korrelationen zwischen der Geschwindigkeitsdispersion der Sterne im Bulge und der Masse des Schwarzen Lochs. Diese Relation hat von den bisher erwähnten die kleinste Streuung; allerdings ergaben sich je nach Studie unterschiedlicher Parameter für den Zusammenhang (Steigung der Ausgleichsgeraden).

## Aktive Galaxienkerne als Beobachtungswerkzeuge
Quasare, Radiogalaxien und andere AGN sind nicht nur als Beobachtungsobjekte von Interesse. Sie können auch als Beobachtungswerkzeuge dienen, mit deren Hilfe sich andere astronomische Objekte untersuchen lassen, etwa das intergalaktische Medium oder die den aktiven Galaxienkern umgebende Galaxie. Eine irdische Anwendung finden insbesondere die Quasare als unbewegte, unveränderliche Bezugspunkte für geodätische Messungen.

### Absorption durch Materie zwischen Quasar und Beobachter
Absorption von Licht eines Quasars bei charakteristischen Frequenzen gibt Aufschluss über die Materie, die sich zwischen dem Quasar und einem irdischen Beobachter befindet. Bei den betreffenden Entfernungen spielt die kosmologische Rotverschiebung eine wichtige Rolle. Je nach Entfernung des absorbierenden Materials erscheinen die Absorptionslinien im Quasarlicht bei unterschiedlichen Wellenlängen. Damit enthält das Quasarspektrum Informationen über die räumliche Verteilung der Materie entlang der Sichtlinie.

#### Lyman-Alpha-Wald
Wichtigste Ausprägung dieses Phänomens ist der Lyman-Alpha-Wald (engl. lyman alpha forest). Die dichte Reihe von Absorptionslinien des Lyman-Alpha-Übergangs neutraler Wasserstoffatome, die durch Wasserstoffgaswolken bei unterschiedlichen Entfernungen (und damit unterschiedlichen Rotverschiebungen) hervorgerufen werden. Erstmals nachgewiesen wurde ein Lyman-Alpha-Wald 1971 für den Quasar 4C 05.34.

#### Vermessung des „kosmischen Netzes“
Quasar-Absorptionslinien geben nicht nur allgemein Aufschluss über das Vorhandensein von intergalaktischem Wasserstoffgas, sondern können auch verwendet werden, um zu untersuchen, wie Galaxien mit dem sie umgebenden Gas wechselwirken. In den herkömmlichen Modellen liefert Gas, das aus dem „kosmischen Netz“ intergalaktischen Gases in eine Galaxie fließt, wichtigen Nachschub an Rohmaterial, was der Galaxie erlaubt, langfristig neue Sterne zu bilden. Durch Quasar-Absorptionslinien nachgewiesenes kaltes Wasserstoffgas in unmittelbarer Nähe sternbildender Galaxien stützt dieses Bild.
Wo anhand von direkten Absorptionslinien nur punktuelle Aussagen über das kosmische Netzwerk möglich sind, können Fluoreszenzphänomene, bei denen ein ferner Quasar einen Ausschnitt des Netzes wie eine Taschenlampe anleuchtet und so zum eigenen Leuchten anregt, flächige Ausschnitte des Netzwerks sichtbar machen. Entsprechende Aufnahmen gelangen erstmals 2014 mit einem der Keck-Teleskope.

#### Gunn-Peterson-Trog
Das (wenige) Wasserstoffgas, das sich überall im intergalaktischen Raum befindet, sollte angesichts seiner kontinuierlichen Verteilung keinen Wald von Linien erzeugen, sondern das Quasarlicht bei allen Wellenlängen zwischen der unverschobenen Lyman-Alpha-Wellenlänge und der mit der Rotverschiebung des Quasars verschobenen Lyman-Alpha-Linie abschwächen. Dieser sogenannte Gunn-Peterson-Trog wurde 1965 von Gunn und Bruce A. Peterson postuliert und benutzt, um eine Obergrenze für die kosmische Dichte von neutralem Wasserstoff abzuschätzen.
Interessant wird der Gunn-Peterson-Trog im Hinblick auf die Ionisationsgeschichte des frühen Universums. In den heute akzeptierten Entwicklungsmodellen entstehen bei rund 380.000 Jahren kosmischer Zeit die ersten Wasserstoffatome (zugleich wird die kosmische Hintergrundstrahlung freigesetzt). Im Rahmen der Reionisierungsepoche zwischen 150 Millionen und 1 Milliarde Jahre später wird dieses atomare Gas durch die energiereiche Strahlung der ersten Sterne wieder ionisiert. Für diejenigen Gebiete entlang der Sichtlinie zu einem fernen Quasar, die das Licht in der Zeit vor der Reionisierung durchlaufen hat, sollte daher ein Gunn-Peterson-Trog nachweisbar sein. Dessen Lage wiederum erlaubt Rückschlüsse auf die zeitliche Einordnung der Reionisierungsphase, und damit auf das Alter der ältesten Sterne. Erstmals direkt beobachtet wurde ein solcher Trog im Jahre 2001 im Spektrum eines Quasars mit Rotverschiebung z = 6,28.

#### Chemische Evolution: Deuterium
Absorptionslinien, die sich ihren Rotverschiebungen entsprechend der fernen kosmischen Vergangenheit zuordnen lassen, sind auch für die Rekonstruktion der chemischen Evolution, also der zeitlichen Entwicklung der Element- und Isotopenhäufigkeiten von Bedeutung. Quasar-Absorptionslinien spielen dabei insbesondere für die Rekonstruktion der Deuteriumhäufigkeit im frühen Universum eine Rolle und ermöglichen es, die Vorhersagen der Urknallmodelle zur Entstehung dieses leichten Elements (primordiale Nukleosynthese) zu prüfen.
Die primordiale Deuteriumhäufigkeit ist dabei insbesondere der empfindlichste Indikator für die Baryonenzahl im frühen Universum, definiert als Verhältnis der Anzahlen von Baryonen.

#### Variabilität von Naturkonstanten
Quasare lassen Rückschlüsse darauf zu, ob und wie sich wichtige fundamentale Naturkonstanten im Laufe der kosmischen Evolution verändert haben könnten. Dabei weisen die Muster der Spektrallinien eine charakteristische Struktur auf (Multipletts), die sich aus den quantenmechanischen Eigenschaften der erzeugenden Atome und Moleküle ergibt. Die Wellenlängendifferenzen der Linien ein und derselben Gruppe hängen in genau beschreibbarer Weise von der Feinstrukturkonstante ab, welche die Stärke der elektromagnetischen Wechselwirkung angibt. Quasarbeobachtungen von Absorptionslinien erlauben es, die Feinstrukturkonstante aus solchen Wellenlängendifferenzen bei verschiedenen Entfernungen und damit zu verschiedenen Zeitpunkten der kosmischen Geschichte zu bestimmen. Beispielsweise wurde das Licht von Spektrallinien, die eine Rotverschiebung von z = 0,5 aufweisen, vor 5 Milliarden Jahren erzeugt und trägt somit Informationen über die Stärke der elektromagnetischen Wechselwirkung vor genau jener Zeit. Messungen an Absorptionslinien ferner Quasare haben Hinweise auf leichte Variationen der Feinstrukturkonstante ergeben, die allerdings derzeit noch kontrovers diskutiert werden.

### Astrometrie und Geodäsie
Aufgrund ihrer hohen Leuchtkraft gehören Quasare zu den Objekten, die auf die weitesten Entfernungen noch sichtbar sind. Die hohen Entfernungen bewirken, dass sich die scheinbare Position eines Quasar am Nachthimmel für einen Beobachter auf der Erde selbst dann nicht verändert, wenn sich der Quasar relativ zu seiner kosmischen Umgebung mit hoher Geschwindigkeit bewegt. Quasare eignen sich deswegen, um das Internationale Himmelsreferenzsystem (ICRS) mit großer Genauigkeit zu bestimmen.
Der Astrometrie-Satellit Gaia, der die Entfernung von rund einer Milliarde Sternen mithilfe der Parallaxenmethode mit bislang unerreichter Genauigkeit vermisst, wird als Teil seiner Mission eine Durchmusterung von rund 500.000 Quasaren durchführen und einen Teil davon als Hilfsmittel zur Kalibrierung seiner Parallaxenmessungen verwenden.
Relativ zu dem durch die Quasare gegebenen Bezugsrahmen lassen sich mit Hilfe der Very Long Baseline Interferometry (VLBI) auch irdische Bewegungen und Orte mit großer Genauigkeit bestimmen. Auf diese Weise sind präzise Messungen der Parameter der Erdrotation ebenso möglich wie der Kontinentalverschiebung.

### AGN als Standardkerzen
Kosmologen um Darach Watson von der Universität Kopenhagen haben eine Methode entwickelt, mit Hilfe von AGN kosmische Entfernungen zu bestimmen. Die Methode basiert auf dem Zusammenhang zwischen der absoluten Helligkeit von Galaxienkernen und deren Helligkeit, wie sie von der Erde aus erscheint.
Fällt Materie in das zentrale Schwarze Loch der Galaxie, heizt sie sich stark auf und gibt als Folge davon energiereiche Strahlung ab. Durch diese werden benachbarte Gaswolken ionisiert und dadurch zum Leuchten angeregt. Eine hellere Zentralregion um das Schwarze Loch führt zu tieferer Ionisation der umgebenden Gaswolken und damit auch zu einem ausgedehnteren Bereich, in dem Gaswolken leuchten. Veränderungen in der Helligkeit der Zentralregion äußern sich mit Verzögerung auch in der Helligkeit benachbarter Gaswolken. Hierüber wurden nun für 38 AGN zunächst die Größe der leuchtenden Gaswolken und anschließend die absoluten Helligkeiten der AGN selbst bestimmt. Auf diese Weise lassen sich Entfernungen bis zu einer Rotverschiebung von 4 bestimmen, entsprechend ca. 55 % des Radius des sichtbaren Universums.

### Rolle als Marker
Gemäß dem Standardmodell sind Quasare als aktive Galaxienkerne in umgebende Galaxien eingebettet. Damit können Quasare als Marker eingesetzt werden, denn wo ein weit entfernter Quasar nachgewiesen ist, sollte sich auch eine ganze Galaxie befinden, nach der nun gezielt gesucht werden kann.

### Gravitationslinsen und relativistische Optik

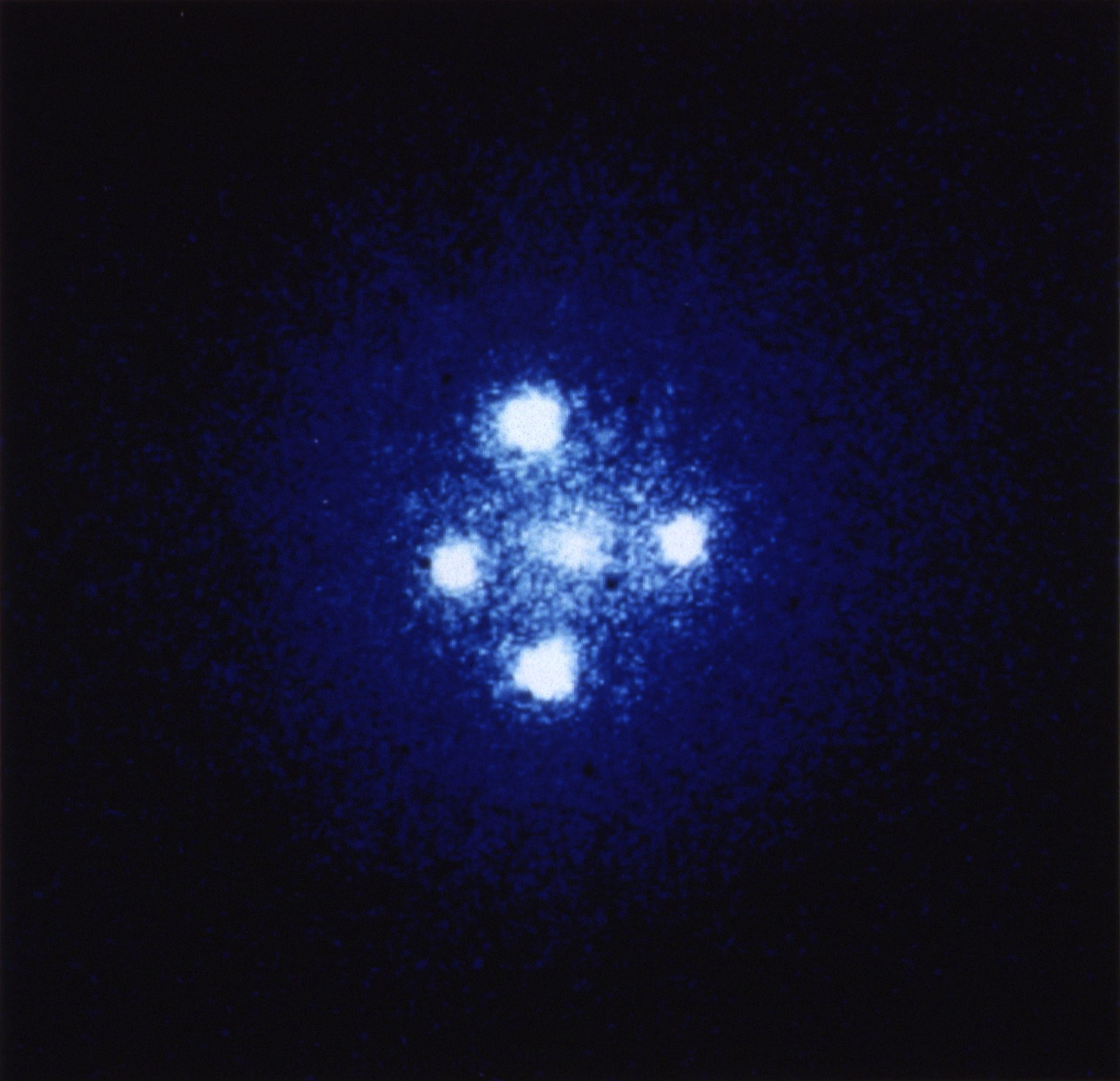
Das Einsteinkreuz: Eine Gravitationslinse mit dem Quasar QSO 2237+0305 als Lichtquelle

Aufgrund ihrer großen Entfernung und großen Helligkeit sind Quasare geeignet als Lichtquellen für Gravitationslinsen, also für Situationen, in denen das Licht eines ferneren Objekts von der Masse eines dem Beobachter näheren Objekts abgelenkt wird. Bei dieser Ablenkung kommt es typischerweise zu Verstärkungseffekten, aber bei geeigneter Anordnung auch zu Mehrfachbildern, die oft bogenartig verzerrt sind. Tatsächlich war der „Zwillings-Quasar“ Q0957+561 im Jahre 1979 das erste überhaupt bekannte Beispiel für eine Gravitationslinse.
Neben großskaligen Gravitationslinseneffekten, bei denen getrennte Bilder sichtbar sind, kommt es auch bei Quasaren zu Mikro-Gravitationslinseneffekten, bei denen sich die einzelnen Bilder nicht voneinander unterscheiden lassen, der Linseneffekt aber zu einer signifikanten Lichtverstärkung führt. Aus den Helligkeitsfluktuationen, die sich durch solche Mikrolinseneffekte ergeben, lassen sich Rückschlüsse sowohl auf die lichtaussendenden Regionen des Quasars (Kontinuum-Quelle und Broad Line Region) als auch über die Eigenschaften der Linsenobjekte ziehen.
Die Statistik von Quasar-Linsen hat interessante kosmologische Konsequenzen: Aus dem Anteil an Quasaren, die Teil eines Gravitationslinsensystems sind, lässt sich die Gesamtmenge an Materie im Universum abschätzen, die in Form kompakter Objekte (nämlich potenzieller Gravitationslinsen-Massen) vorliegt.
Quasare eignen sich auch, um mit Hilfe von Very Long Baseline Interferometry (VLBI) als weiteres Beispiel für die relativistische Lichtablenkung den Einfluss der Masse der Sonne auf das Licht ferner Objekte zu überprüfen. Die kumulative Auswertung entsprechender Daten von über 2 Millionen VLBI-Beobachtungen an 541 Quasaren und Radiogalaxien gehört zu den genauesten Messungen der Lichtablenkung durch die Sonne überhaupt und damit zu einem der strengsten Tests der Vorhersagen der Allgemeinen Relativitätstheorie zu dieser Lichtablenkung.